# Hofanlage Otterndorfer Straße 8
Die Hofanlage Otterndorfer Straße 8 in der niedersächsischen Samtgemeinde Land Hadeln, Ortsteil Nordleda, im Landkreis Cuxhaven, stammt aus der Mitte des 18. Jahrhunderts. Aktuell (2024) wird sie wohl landwirtschaftlich genutzt.
Die Gebäude stehen unter Denkmalschutz (siehe auch Liste der Baudenkmale in Nordleda).

## Beschreibung
Die Hofanlage direkt südlich der Kirche war das ehemalige Priesterlehen von Nordleda. Sie besteht aus
- dem eingeschossigen traufständigen Wohn- und Wirtschaftsgebäude von 1763 (Inschrift) als Zweiständer-Hallenhaus in Fachwerk mit Steinausfachungen, mit Satteldach, im Wirtschaftsgiebel mit Kopfstreben an den Hauptständern und mit der Grooten Door mit Rundbogen, mit regionaltypischen senkrecht verbretterten Giebeldreiecken, Wohnende in Backsteinmauerwerk erneuert[2]
- der giebelständigen Scheune vom 19. Jh. als Zweiständerhaus in Fachwerk mit Satteldach und einer Giebelverbretterung sowie einer Grooten Door wie im Hauptgebäude, mit Längs- und zusätzlicher Quereinfahrt.[3]

Das Landesdenkmalamt befand u. a.: „…  geschichtlicher und städtebaulicher … ortsgeschichtlicher, straßen- und ortsbildprägender, daneben auch gebäudetypischer Zeugniswert ….“